# Craig Brewer
Craig Brewer (Vallejo, 6 december 1971) is een Amerikaans filmregisseur en scenarioschrijver.

## Biografie
Craig Brewer werd in 1971 geboren in als de zoon van Gail en Walter Brewer. Zijn moeder was een onderwijzeres, zijn vader werkte voor het management van scheepvaartbedrijf Matson Navigation.

## Carrière
In 2000 maakte Brewer zijn debuut als regisseur, scenarist en producent met de dramafilm The Poor & Hungry. De film, die in Memphis (Tennessee) werd opgenomen, werd opgemerkt door filmmaker John Singleton, waarna de twee besloten samen te werken aan Hustle & Flow (2005). Het muziekdrama met Terrence Howard als hoofdrolspeler werd bekroond met de Oscar voor beste originele nummer (voor het nummer "It's Hard Out Here for a Pimp"). Later zouden Brewer, Singleton en Howard ook samenwerken aan de televisieserie Empire (2015–2020).
In 2006 schreef en regisseerde Brewer het drama Black Snake Moan, waarvoor hij samenwerkte met acteurs Samuel L. Jackson en Christina Ricci. In de daaropvolgende jaren schreef en regisseerde hij de musicalfilm Footloose (2011), een remake van de gelijknamige film uit 1984, en filmde hij een aflevering van de politieserie The Shield.
In 2019 verfilmde hij voor Netflix het leven van komiek en acteur Rudy Ray Moore in de komische biopic Dolemite Is My Name. Nadien werkte hij met hoofdrolspeler Eddie Murphy ook samen aan Coming 2 America (2021).

## Filmografie
| Jaar | Titel                | Regisseur | Scenarist |
| ---- | -------------------- | --------- | --------- |
| 2000 | The Poor & Hungry    |           |           |
| 2002 | Pressure             |           |           |
| 2003 | Water's Edge         |           |           |
| 2005 | Hustle & Flow        |           |           |
| 2006 | Black Snake Moan     |           |           |
| 2011 | Footloose            |           |           |
| 2016 | The Legend of Tarzan |           |           |
| 2019 | Dolemite Is My Name  |           |           |
| 2021 | Coming 2 America     |           |           |